# The Cathedral
The Cathedral ist ein Filmdrama von Ricky D’Ambrose, das im September 2021 bei den Internationalen Filmfestspielen von Venedig seine Premiere feierte.

## Handlung
Der 1987 geborene Jesse Damrosch erlebt erst mit, wie die Ehe seiner Eltern Richard und Lydia in die Brüche geht. Dann quälen ihn Geldsorgen, und auch einige Todesfälle muss er im Laufe seines weiteren Lebens verkraften.

## Produktion
Regie führte Ricky D’Ambrose, der auch das Drehbuch schrieb. Es handelt sich nach Notes on an Appearance, der im Februar 2018 bei den Internationalen Filmfestspielen Berlin seine Premiere feierte, um seinen zweiten Spielfilm. Im Jahr 2017 wurde D’Ambrose vom Filmmaker Magazine zu einem der 25 New Faces of Independent Film gewählt. The Cathedral ist eine halbautobiografische Reflexion von D’Ambrose über sein Leben. Wie sein Protagonist wurde auch er 1987 geboren. Später studierte D’Ambrose Englische Literatur und Cinema Studies an der Columbia University in New York.

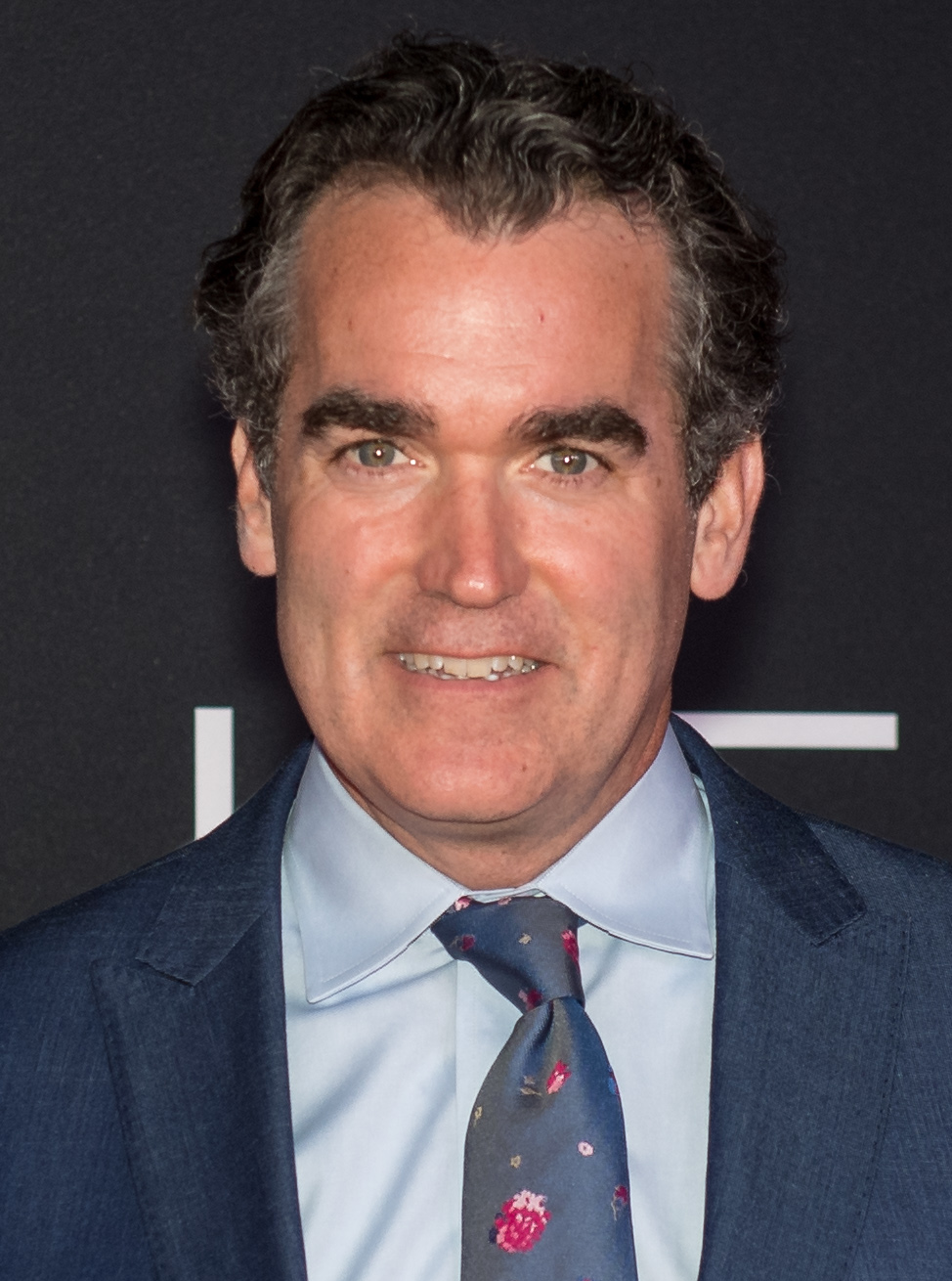
Brian d’Arcy James spielt Richard Damrosch

Brian d’Arcy James spielt Richard Damrosch, Monica Barbaro dessen Ehefrau Lydia und William Bednar-Carter deren einzigen Sohn Jesse im Alter von 17 Jahren.
Die Premiere erfolgte am 2. September 2021 bei den Internationalen Filmfestspielen von Venedig im Programm von Biennale College Cinema, das Filmemacher bei der Produktion ihres ersten oder zweiten Spielfilms mit einem Stipendium von 150.000 Euro unterstützt. Ende Januar 2022 erfolgten Vorstellungen beim Sundance Film Festival. Kurz zuvor wurde der erste Trailer vorgestellt. Ende April 2022 wurde er im Rahmen der Reihe New Directors / New Films, einem gemeinsamen Filmfestival des New Yorker Museum of Modern Art und der Film Society of Lincoln Center, gezeigt. Ende Juni 2022 wurde er beim Filmfest München vorgestellt, Ende Juli 2022 beim New Horizons International Film Festival. Ende September 2022 wurde er beim Calgary International Film Festival vorgestellt. Im Oktober 2022 wurde er beim New York Film Festival und bei der Viennale gezeigt. Im November 2022 wird er beim Márgenes International Film Festival gezeigt. Im April 2023 wird The Cathedral im Vorfeld der Internationalen Filmfestspiele von Venedig im Rahmen der neugeschaffenen Reihe Next Generation vorgestellt.

## Rezeption

### Kritiken
Von den bei Rotten Tomatoes aufgeführten Kritiken sind 96 Prozent positiv bei einer durchschnittlichen Bewertung mit 7,6 von 10 möglichen Punkten.

### Auszeichnungen
Artios Awards 2023
- Nominierung in der Kategorie „Micro-Budget – Komödie oder Filmdrama“ (Ally Beans & Daryl Eisenberg)[17]

Gotham Awards 2022
- Nominierung als Bester Film[18]

Independent Spirit Awards 2023
- Nominierung als Bester Nebendarsteller (Brian d’Arcy James)
- Nominierung für den Besten Schnitt (Ricky D’Ambrose)
- Auszeichnung mit dem „John-Cassavetes-Preis“[19]

Internationale Filmfestspiele von Venedig 2021
- Auszeichnung mit dem HFPA Special Prize (Ricky D’Ambrose)[20]

Jerusalem Film Festival 2022
- Nominierung als Bestes internationales Filmdebüt (Ricky D’Ambrose)[21]

Mostra Internacional de Cinema em São Paulo 2022
- Nominierung im New Directors Competition (Ricky D’Ambrose)[22]

Sundance Film Festival 2022
- Nominierung für den NEXT Innovator Award